# Sùi mào gà
Sùi mào gà, còn gọi là bệnh mồng gà hay mụn cóc sinh dục là một trong những bệnh xã hội thường lây truyền qua đường tình dục. Bệnh thường gặp ở cả nam và nữ do một do một loại virus có tên là HPV (Human papilloma virus).

## Nguyên nhân gây bệnh sùi mào gà
- Quan hệ tình dục không an toàn là nguyên nhân chính gây bệnh sùi mào gà. Bệnh lây qua việc giao hợp nam nữ thông thường, ngoài ra quan hệ bằng miệng (oral sex), quan hệ qua hậu môn cũng làm lây nhiễm bệnh. Nhiều người cho rằng quan hệ bằng miệng sẽ không lo mắc bệnh sùi mào gà nhưng thực tế virut HPV có ở cả cơ quan sinh dục, máu, nước bọt, các dịch nhầy của người bệnh... Vì vậy khi một người dùng miệng mình để kích thích cơ quan sinh dục của người bệnh hoặc ngược lại người bệnh dùng miệng để kích thích cơ quan sinh dục của mình cũng đều có nguy cơ lây nhiễm như nhau.
- Bệnh sùi mào gà cũng lây từ mẹ sang con nếu như người phụ nữ bị nhiễm virut sùi mào gà trong thời kỳ mang thai. Đứa trẻ có thể mắc bệnh ngay từ khi trong bụng mẹ (thông qua cuống rốn, nước ối) hoặc lây truyền khi đã được sinh ra (trong khi người phụ nữ trở dạ tiếp đứa trẻ bị tiếp xúc với máu, dịch sản của mẹ hoặc do bú sữa mẹ sau này).
- Virut sùi mào gà tồn tại trong dịch nhờn chảy ra từ các mụn sùi mào gà nên khi có sự tiếp xúc thân mật như ôm, hôn, dùng chung đồ dùng cá nhân (như bàn chải đánh răng, quần lót, tắm chung bồn...) hoặc vô tình cọ vùng da hở của mình vào các dịch này cũng làm lây nhiễm bệnh sùi mào gà. Tuy nhiên trường hợp này thường khá hiếm gặp, chỉ chiếm một tỷ lệ rất nhỏ trong số các ca lây nhiễm sùi mào gà.

## Biểu hiện bệnh sùi mào gà
Sau thời gian ủ bệnh từ 3 tuần đến 9 tháng thì bệnh nhân bắt đầu xuất hiện những triệu chứng lâm sàng. Ban đầu là những vết sùi nhỏ mềm và nhô cao lên màu hồng tươi, đường kính khoảng 1, 2 mm, có chân hoặc có cuống; hoặc là những đĩa bẹt tròn nhỏ bề mặt ráp, màu hồng, hầu như ít ngứa, không đau và dễ gây chảy máu. Về sau, chúng có thể phát triển thành những gai hoặc lá, chiều dài có thể lên đến vài cm, có thể liên kết với nhau tạo nên mảng rộng trông giống như mồng gà hoặc hoa súp lơ màu hồng tươi. Bề mặt mềm, ẩm ướt, giữa các nhú sùi có thể ấn ra một giọt mủ.
Các tổn thương thường xuất hiện ở bộ phận sinh dục và vùng lân cận, ngoài ra tổn thương có thể xuất hiện ở khắp cơ thể. Có thể thấy tổn thương dạng phẳng rất khó phát hiện.

## Điều trị mụn cóc sinh dục

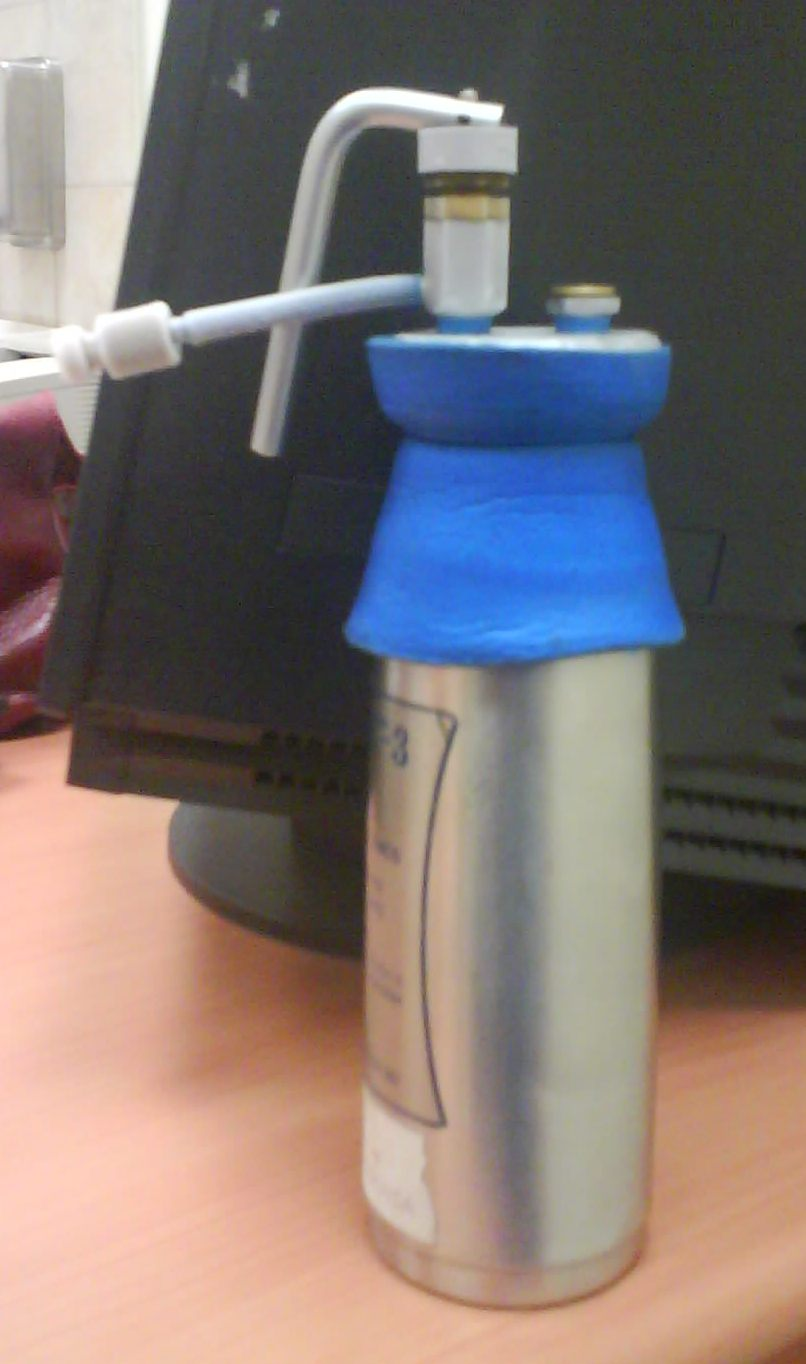
Bình nitơ lỏng

Việc điều trị cho mụn cóc sinh dục cần đặc biệt lưu ý vì đây là vùng da nhạy cảm.
- Liệu pháp quang động không xâm lấn (PDT) giúp loại bỏ 100% virus papilloma(HPV) gây sùi mào gà.[5]
- Đốt điện: điều trị tức thời, nhưng đau, dùng dao điện phá hủy các tổn thương sùi mào gà (hiện nay rất ít dùng)
- Đốt laser: điều trị tức thời. hiện tại đây là một phương pháp hữu hiệu thường được sử dụng trong điều trị sùi mào gà, tia laser có thể phá hủy một cách chính xác các thương tổn sùi mào gà mà không bị chảy máu,. Dung dịch vệ sinh sau trị liệu laser để giảm nguy cơ tái phát, dùng thuốc bôi kết hợp sau trị liệu.
- Áp lạnh: bằng nitơ
- Phẫu thuật xâm lấn: điều trị tức thời
- Chấm dung dịch trichloactic acid: chấm rất cẩn thận một ít dung dịch trichloactic acid lên những nốt sùi cho đến khi sùi này trắng ra. Khi có thai cũng có thể dùng thuốc này, nhưng không được chấm vào cổ tử cung, lỗ niệu đạo hoặc phía trong hậu môn.
- Tiêm, bôi interferon (α, n1,n3). được cho là ức chế sao chép virus, tăng sinh tế bào, tăng cường hoạt động thực bào và độc tế bào. Nó có tác động lên nhiều loại virus trong đó có papilomavirus.[6]
- Bôi imiquimod: không chỉ có tác dụng điều trị mà còn hạn chế tái phát bệnh, dùng cho mụn cóc chai sừng và không chai sừng[7]
- Nhựa podophyllum
- Bôi dung dịch podophyllotoxine 20-25%. Chú ý: podophyllotoxine thường chỉ dùng cho những tổn thương nhỏ ở âm hộ. Phải rửa sạch thuốc sau 1-3 giờ (để lâu quá sẽ gây loét da). Không được dùng thuốc này trong khi có thai,không bôi thuốc vào trong âm đạo, cổ tử cung, lỗ niệu đạo, miệng hoặc phía trong hậu môn. Podophllotoxin dược dùng đối với mụn cóc mềm, không chai sừng.[7]
- Veregen: một chiết xuất từ trà xanh dùng để trị mụn cóc sinh dục và mụn cóc quanh hậu môn [8]
- Bôi Fluorouracil[9]
- Bôi Thiotepa[10]
- Inosine pranobex [7]
- Cidofovir [11]
- Người ta còn dùng hỗn hợp acid và đồng để trị mụn cóc sinh dục, quanh hậu môn. Thành phần gồm có copper nitrate trihydrate và nhiều acid như acid nitric, acetic, oxalic, lactic[12]

### Hiệu quả các liệu pháp trong điều trị mụn cóc sinh dục
| Phương pháp         | % Tỉ lệ khỏi | % Tỉ lệ tái phát |
| Phẫu thuật          | 35-70        | 8-35             |
| Laser               | 25-50        | 5-77             |
| Áp lạnh             | 60-90        | 20-80            |
| Tricloroacetic      | 50-80        | 60-50            |
| Podophyllin         | 30-80        | 23-70            |
| Thuốc mỡ Veregen    | 53.6         | 6.5              |
| Kem Imiquimod       | 50-52        | 13-19            |
| Kem Podophyllotoxin | 56.4         | 2-90             |

Phương pháp áp lạnh cho kết quả chữa
khỏi cao nhất trong khi Imiquimod và Veregen lại chống tái phát tốt nhất